# Oerrock
Oerrock is een driedaags rock-/popfestival in Ureterp (Friesland), dat sinds 2000 jaarlijks plaatsvindt. Oerrock wordt sinds 2009 gehouden in het Hemelvaartweekend.
Behalve het festival worden sinds 2004 de Oerrock Play-Offs gehouden. Deze werden in het leven geroepen om ook de wat minder bekende bands een kans te geven voor een groot publiek op te treden. Eerst worden er vier voorronden gehouden, waarna de winnaars het in de finale tegen elkaar opnemen. De nummers 1 en 2 ontvangen prijzengeld en spelen in het voorprogramma van Oerrock.
Het festival bestaat uit drie avonden tijdens het Hemelvaartweekend:
- de hoofdavond, waarop de belangrijkste artiesten en winnaars van de play-offs optreden
- 'Vrienden van Oerrock', de avond waarop in het begin vooral kleine, plaatselijke bands optraden (en destijds gratis te bezoeken was). Maar waarop sinds 2019 ook bekendere artiesten komen. (kaarten kosten sinds 2022 dan ook geld)
- 'Tribute To', de avond waarop grote, nostalgische bands optreden, de zogenaamde 'tributebands'

## Artiesten
Enkele bekende artiesten die op het festival hebben opgetreden, zijn:
- Guus Meeuwis
- Suzan & Freek
- Snelle & De lieve jongens band
- Nielson
- Navarone
- Miss Montreal
- Ilse DeLange
- Kane
- Golden Earring
- DI-RECT
- Within Temptation
- BLØF
- Ben Saunders
- Van Dik Hout
- Douwe Bob
- Kensington
- Danny Vera
- Dilana Smith
- Davina Michelle
- Goldband
- Maan
- Wolfmother
- Flemming
- Son Mieux
- Chef'Special
- Kraantje Pappie
- UB40
- Rowwen Hèze
- Groove Department
- The Bruceband
- DJ fireking
- Blazuh